# Limia rivasi
Limia rivasi és una espècie de peix de la família dels pecílids i de l'ordre dels ciprinodontiformes. Va ser descrit per Richard Franz i George H. Burgess el 1983. La Llista vermellla de l'IUCN el classifica en perill crític.

## Morfologia
Els adults poden assolir els 3,1 cm de longitud total.

## Distribució geogràfica
Es troba a Haití.